# Opalone Siodło
Opalone Siodło (słow. Opálené sedlo) – położona na wysokości 1204 m przełęcz w długiej północnej grani zachodniego wierzchołka Zadnich Jatek w słowackich Tatrach Bielskich. Grań ta oddziela Dolinę do Regli od Doliny Kępy. Kolejno od góry w dół znajdują się w niej: Kozi Klin. Szalona Szczerbina, Szalona Turnia, Przechód za Łasztowicą, Łasztowica, Opalone Siodło, Opalona Turnia i Bednarski Regiel.
Opalone Siodło to porośnięta lasem, szeroka i głęboko wcięta przełęcz. Zbocza opadające z niej do obydwu dolin są również porośnięte lasem i łatwe do przejścia (jedyną przeszkodą są powalone drzewa). Z obydwu dolin na przełęcz prowadzą ścieżki. Przełęcz znajduje się jednak na wyłączonym z ruchu turystycznego obszarze ochrony ścisłej TANAP-u.
Mapa Polkartu podaje wysokość Opalonego Siodła 1204 m, Władysław Cywiński, który mierzył wysokości aneroidem podaje dla Opalonego Siodła wysokość około 1210 m. 